# إيمر حاجي الله يار
إيمر حاجي الله يار (بالفارسية: ایمر حاجی الله‌یار) هي قرية تقع في غلستان في إيران. يقدر عدد سكانها بـ 366 نسمة .